# Ulica Bracka w Łodzi
Ulica Bracka – ulica w Łodzi, charakteryzująca się tym, że sąsiaduje z pomnikiem historii – nowym cmentarzem żydowskim, założonym pod koniec XIX wieku oraz z modernistycznym osiedlem Doły. Ulica Bracka częściowo stanowiła granicę Ghetto Litzmannstadt, a częściowo należała do terenu tego getta. Ulica ta stanowiła granicę obozu prewencyjnego dla młodych Polaków.
Ulica Bracka jeszcze w trakcie drugiej wojny światowej stanowiła nieutwardzony trakt, łączący ulicę Marysińską (wówczas 40 Str. vel S Str.) z cmentarzem żydowskim, przebiegający przez teren żwirowni. Po wojnie została znacznie skrócona, wskutek czego najniższy numer budynku przy tej ulicy to 23.
Historycznie ulica przybierała następujące nazwy:
| do 1915 r. | Bracka             |
| 1915-1918  | Kleine Bruederstr. |
| 1918-1940  | Bracka             |
| 1940 r.    | Ewaldstr.          |
| 1940-1945  | Koenig-Marke Str.  |
| od 1945 r. | Bracka             |